# Färöische Fußballmeisterschaft 1981
Die Färöische Fußballmeisterschaft 1981 wurde in der 1. Deild genannten ersten färöischen Liga ausgetragen und war insgesamt die 39. Saison. Sie startete am 26. April 1981 und endete am 20. September 1981.
Aufsteiger B68 Toftir war der 15. Teilnehmer der höchsten Spielklasse nach Einführung des Ligaspielbetriebs 1947. Meister wurde HB Tórshavn, die den Titel somit zum elften Mal erringen konnten. Titelverteidiger TB Tvøroyri landete auf dem zweiten Platz. Absteigen musste hingegen erstmals VB Vágur als Gründungsmitglied der 1. Deild.
Im Vergleich zur Vorsaison verschlechterte sich die Torquote auf 2,84 pro Spiel, was den niedrigsten Schnitt seit Einführung der 1. Deild 1976 bedeutete. Dies war zudem die schlechteste Quote seit der Saison der Meistaradeildin 1962. Den höchsten Sieg erzielte HB Tórshavn mit einem 6:0 im Heimspiel gegen TB Tvøroyri am fünften Spieltag. Das torreichste Spiel absolvierten HB Tórshavn und KÍ Klaksvík mit einem 5:2 am vorletzten Spieltag.

## Modus
In der 1. Deild spielte jede Mannschaft an 14 Spieltagen jeweils zwei Mal gegen jede andere. Die punktbeste Mannschaft zu Saisonende stand als Meister dieser Liga fest, die letzte Mannschaft stieg in die 2. Deild ab.

## Saisonverlauf

### Meisterschaftsentscheidung
Zunächst lag TB Tvøroyri durch drei Siege aus den ersten drei Spielen an der Spitze, welche nach einem 0:1 im Heimspiel gegen ÍF Fuglafjørður an HB Tórshavn abgegeben werden musste, die ihrerseits die erste Niederlage am zweiten Spieltag mit einem 0:1 im Heimspiel gegen GÍ Gøta kassierten, nun jedoch die bessere Tordifferenz gegenüber den punktgleichen Mannschaften von GÍ und TB aufwiesen. Im direkten Duell gegen den Drittplatzierten TB Tvøroyri am fünften Spieltag wurde ein 6:0-Heimsieg erzielt, auch die nächsten drei Spiele wurden alle zu Null gewonnen. Doch da sich GÍ Gøta nur ein Unentschieden leistete und ansonsten ebenfalls alle Spiele gewinnen konnte, sorgte der 3:1-Heimsieg von GÍ gegen HB am neunten Spieltag für einen Wechsel an der Tabellenspitze. Diese Führung währte jedoch nur bis zum nächsten Spieltag, als der Tabellendritte TB Tvøroyri GÍ Gøta mit 1:0 nach Hause schickte und HB Tórshavn Platz eins durch einen 4:0-Heimsieg gegen ÍF Fuglafjørður zurückeroberte. Doch schon das nächste Spiel verlor HB zu Hause mit 1:3 gegen B68 Toftir mit 1:3, wodurch sich TB Tvøroyri mit einem 3:0-Auswärtserfolg gegen ÍF Fuglafjørður wieder vorbeischob. Am zwölften Spieltag kam es dann zu einem Aufeinandertreffen der beiden Erstplatzierten, das Spiel endete 1:1. GÍ Gøta, die punktgleich mit HB Tórshavn nur einen Punkt hinter TB lagen, konnten davon nicht profitieren, da sie selbst nur 0:0 bei B36 Tórshavn spielten. Am vorletzten Spieltag vergab TB Tvøroyri durch ein 0:0 im Heimspiel gegen B68 Toftir die Chance, sich abzusetzen, stattdessen stand nun HB Tórshavn nach einem 5:2-Heimsieg gegen KÍ Klaksvík dank der besseren Tordifferenz auf Platz eins. GÍ Gøta verbesserte sich durch ein 5:1 im Heimspiel gegen VB Vágur auf Platz zwei, so dass nun alle drei Mannschaften vor dem letzten Spieltag punktgleich waren. GÍ vergab alle Chancen auf den Meistertitel durch ein 1:1 bei B68 Toftir, während TB mit 3:0 bei KÍ Klaksvík siegte. Da jedoch auch HB mit 3:1 bei B36 Tórshavn gewann, blieb die Mannschaft aus Tórshavn auf dem ersten Platz.

### Abstiegskampf
VB Vágur verlor die ersten beiden Spiele, kam dann zu einem 1:1-Unentschieden im Heimspiel gegen KÍ Klaksvík, konnte sich aber erst durch einen 2:1-Auswärtssieg gegen B36 Tórshavn vom letzten Platz befreien. Auf diesen rutschte KÍ Klaksvík nach nur zwei Punkten aus den ersten vier Spielen ab. Durch ein 0:0 im Auswärtsspiel gegen ÍF Fuglafjørður verbesserte sich die Mannschaft auf den siebten Platz und behauptete diesen bis zum neunten Spieltag gegen B36 Tórshavn, die zumindest am zweiten Spieltag durch ein 3:0 im Auswärtsspiel gegen KÍ bereits einen doppelten Punktgewinn einfahren konnten. Die nächsten fünf Spiele gingen allesamt verloren, am neunten Spieltag folgte durch ein 2:0 der zweite Sieg, ebenfalls gegen KÍ Klaksvík. Aufgrund der besseren Tordifferenz von B36 tauschten beide Mannschaften die Plätze. Schon am nächsten Spieltag konnte KÍ dann erstmals gewinnen, ein 2:0-Heimsieg gegen VB Vágur stand zu Buche, somit wurden VB und B36 auf die Plätze sieben und acht verwiesen. Am elften Spieltag trafen die beiden letztplatzierten Mannschaften im direkten Duell aufeinander, welches B36 Tórshavn mit 3:1 auf dem Platz von VB für sich entschied und somit wieder die Plätze getauscht wurden. Am vorletzten Spieltag stand der Abstieg endgültig fest, als VB Vágur bei GÍ Gøta mit 1:5 verlor, während B36 Tórshavn den Abstand mit einem 2:0-Auswärtssieg gegen ÍF Fuglafjørður auf uneinholbare drei Punkte vergrößerte. Da nutzte auch der abschließende 3:2-Sieg von VB gegen ÍF am letzten Spieltag nicht mehr.

## Abschlusstabelle
| Pl. | Verein          | Sp. | S  | U | N  | Tore    | Diff. | Punkte |
| --- | --------------- | --- | -- | - | -- | ------- | ----- | ------ |
| 1.  | HB Tórshavn (P) | 14  | 10 | 1 | 3  | 039:120 | +27   | 21:70  |
| 2.  | TB Tvøroyri (M) | 14  | 9  | 3 | 2  | 026:140 | +12   | 21:70  |
| 3.  | GÍ Gøta         | 14  | 8  | 4 | 2  | 025:110 | +14   | 20:80  |
| 4.  | B68 Toftir (N)  | 14  | 4  | 7 | 3  | 019:160 | +3    | 15:13  |
| 5.  | ÍF Fuglafjørður | 14  | 3  | 5 | 6  | 011:200 | −9    | 11:17  |
| 6.  | B36 Tórshavn    | 14  | 4  | 1 | 9  | 016:270 | −11   | 09:19  |
| 7.  | KÍ Klaksvík     | 14  | 1  | 6 | 7  | 011:280 | −17   | 08:20  |
| 8.  | VB Vágur        | 14  | 3  | 1 | 10 | 012:310 | −19   | 07:21  |

Platzierungskriterien: 1. Punkte – 2. Tordifferenz – 3. geschossene Tore

| (M) | Meister des Vorjahrs           |
| (P) | Pokalsieger des Vorjahrs       |
| (N) | Neuaufsteiger aus der 2. Deild |

## Spiele und Ergebnisse
|                 | B36 | B68 | GÍ  | HB  | ÍF  | KÍ  | TB  | VB  |
| --------------- | --- | --- | --- | --- | --- | --- | --- | --- |
| B36 Tórshavn    |     | 0:4 | 0:0 | 1:3 | 1:2 | 2:0 | 1:3 | 1:2 |
| B68 Toftir      | 2:1 |     | 1:1 | 1:4 | 1:1 | 0:0 | 2:2 | 1:0 |
| GÍ Gøta         | 3:1 | 3:2 |     | 3:1 | 1:0 | 1:1 | 1:1 | 5:1 |
| HB Tórshavn     | 3:0 | 1:3 | 0:1 |     | 4:0 | 5:2 | 6:0 | 4:0 |
| ÍF Fuglafjørður | 0:2 | 1:1 | 0:0 | 0:2 |     | 0:0 | 0:3 | 3:1 |
| KÍ Klaksvík     | 0:3 | 1:1 | 1:4 | 0:3 | 1:1 |     | 0:3 | 2:0 |
| TB Tvøroyri     | 4:0 | 0:0 | 1:0 | 1:1 | 0:1 | 4:2 |     | 1:0 |
| VB Vágur        | 1:3 | 1:0 | 1:3 | 0:2 | 3:2 | 1:1 | 1:3 |     |

## Torschützenliste
| Platz | Spieler         | Verein      | Tore |
| ----- | --------------- | ----------- | ---- |
| 1     | Bjarni Jakobsen | HB Tórshavn | 14   |

## Trainer
| Mannschaft      | Trainer                | Spieltage |
| --------------- | ---------------------- | --------- |
| B36 Tórshavn    | Jógvan Norðbúð         | 01–14     |
| B68 Toftir      | Bent Løfqvist          | 01–08     |
| B68 Toftir      | Sólbjørn Mortensen     | 09–14     |
| GÍ Gøta         | unbekannt              | 01–14     |
| HB Tórshavn     | Jóhan Nielsen          | 01–14     |
| ÍF Fuglafjørður | unbekannt              | 01–14     |
| KÍ Klaksvík     | Ole Hansen             | 01–14     |
| TB Tvøroyri     | Preben Rasmussen       | 01–14     |
| VB Vágur        | Bjørn Krog Christensen | 01–14     |

Während der gesamten Saison gab es abgesehen vom unklaren Status bei zwei Mannschaften einen Trainerwechsel, welcher zu einer Verbesserung vom fünften auf den vierten Tabellenplatz führte.

## Spielstätten
| Mannschaft      | Stadion        | Spielort     |
| --------------- | -------------- | ------------ |
| B36 Tórshavn    | Gundadalur     | Tórshavn     |
| B68 Toftir      | Svangaskarð    | Toftir       |
| GÍ Gøta         | Sarpugerði     | Norðragøta   |
| HB Tórshavn     | Gundadalur     | Tórshavn     |
| ÍF Fuglafjørður | Í Fløtugerði   | Fuglafjørður |
| KÍ Klaksvík     | Við Djúpumýrar | Klaksvík     |
| TB Tvøroyri     | Sevmýri        | Tvøroyri     |
| VB Vágur        | Á Eiðinum      | Vágur        |

## Schiedsrichter
Folgende Schiedsrichter leiteten die 56 Erstligaspiele (zu zehn Spielen fehlen die Daten):
| Name                   | Stammverein     | Spiele |
| ---------------------- | --------------- | ------ |
| Jógvan Jacobsen        | KÍ Klaksvík     | 06     |
| Steinbjørn Jacobsen    | KÍ Klaksvík     | 04     |
| Baldvin Baldvinsson    | B36 Tórshavn    | 03     |
| Jákup Simonsen         | ÍF Fuglafjørður | 03     |
| Hákun Egholm           | B36 Tórshavn    | 02     |
| Niels Pauli Eysturberg | Royn Hvalba     | 02     |
| Eyðfinn Hansen         | Fram Tórshavn   | 02     |
| Janus Jensen           | B68 Toftir      | 02     |
| Jóanis Nielsen         | SÍF Sandavágur  | 02     |
| Manni Persson          | HB Tórshavn     | 02     |

Weitere 18 Schiedsrichter leiteten jeweils ein Spiel.

## Die Meistermannschaft
In Klammern sind die Anzahl der Einsätze genannt, die Anzahl der erzielten Tore ist nicht bekannt.
| 1. | HB Tórshavn |
|    | Bjarni Clementsen (2) \| Eyðun Dal-Christiansen (13) \| Ernst Dalsgarð (14) \| Julian Hansen (12) \| Erling Jacobsen (4) \| Suni Jacobsen (13) \| Bjarni Jakobsen (14) \| Jóannes Jakobsen (14) \| Niclas Joensen (1) \| Terji Kollsker (1) \| Óli Jákup Kristoffersen (4) \| Kristoffur Laksá (14) \| Elias Mikkelsen (9) \| Eyðfinn Mortensen (2) \| Tummas Óli Mortensen (8) \| Kári Nielsen (9) \| Regin Nolsøe (14) \| Helgi Olsen (13) \| Sámal á Vágalið (10) ohne Einsatz: Høgni Mikkelsen \| Jákup Reinert - Trainer: Jóhan Nielsen |

## Nationaler Pokal
Im Landespokal gewann HB Tórshavn mit 5:1 gegen TB Tvøroyri und erreichte dadurch das Double.